# Smilo von Lüttwitz
Pour les articles homonymes, voir Lüttwitz.
Le titre de cet article contient le caractère ü. Quand celui-ci n'est pas disponible ou n'est pas désiré, le nom de l'article peut être représenté comme Smilo Freiherr von Luettwitz.
Smilo Walther Hinko Oskar Constantin Wilhelm baron von Lüttwitz (23 décembre 1895 à Strasbourg - 19 mai 1975 à Coblence) est un officier général allemand -General der Panzertruppe-  qui a servi au sein de la Reichswehr puis au sein de la  Wehrmacht puis au sein de la Bundeswehr en tant que Generalleutnant.
Il a été récipiendaire de la croix de chevalier de la croix de fer avec feuilles de chêne et glaives. Cette décoration et ses grades supérieurs : les feuilles de chêne et glaives sont attribués pour récompenser un acte d'une extrême bravoure sur le champ de bataille ou un commandement militaire avec succès.

## Biographie
Smilo baron von Lüttwitz est né le 23 décembre 1895 à Strasbourg dans une famille ayant une longue histoire dans l'armée. Il est mobilisé le 3 août 1914 comme élève-officier dans le 24e régiment de dragons du Corps (de) à Darmstadt. Fähnrich von Lüttwitz est posté sur le front de l'Est et combat à Tannenberg, en Courlande et au Düna. Il est sévèrement blessé à deux reprises en 1915 et reçoit la croix de fer (Kreuz Eisernes) 1re Classe. Il commande en tant que lieutenant le 16 juin 1915,.
En 1916, après que son frère ait été tué au combat en tant que chef d'une compagnie de chasseurs à pieds -Jägerkompanie-,  von Lüttwitz est transféré à l'état-major dans le 10e corps d'armée au sein du groupe d'armées commandé par le Prince impérial, pendant deux ans. Le corps d'armée est sous le commandement de son père, le Generalleutnant Walther von Lüttwitz. Son père, récipiendaire de la croix Pour le Mérite avec feuilles de chêne, a été l'un des généraux les plus décorés de l'Empire allemand. Il reprend du service en première ligne en 1918 en tant qu'aide camp dans les Darmstädter Dragoner pendant l'occupation temporaire de l'Ukraine et de la Russie méridionale. À la fin de la Première Guerre mondiale, il reçoit l'insigne des blessés en Argent,.
Pendant la République de Weimar, il continue de servir dans la Reichswehr dans diverses unités de cavalerie, entre autres à Breslau et à Pasewalk. Après l'arrivée au pouvoir d'Adolf Hitler, il intègre en 1934 le corps de l'arme blindée qui remplace la cavalerie, les Panzertruppe.
En 1939, il est lieutenant-colonel et sert comme aide de camp au 15e corps d'armée. Pendant la Seconde Guerre mondiale, il est promu colonel et commande alors  le 12. Schutzen-Regiment puis, en tant que général de brigade,  la 4. Schutzen-Brigade. Il combat sur le front de l'Est. En 1942, il est promu général de division et devient commandant de la 23e division d'Infanterie puis de la 26e  division blindée en Italie. Le 1er septembre 1944, il est nommé General der Panzertruppen (général d'armée). Il commande la 9e Armée de septembre 1944 à janvier 1945. Pour avoir refusé d'obéir à des ordres du maréchal Ferdinand Schörner, Commandant du Heeresgruppe Mitte, jugés injustes, il est relevé et est traduit devant un conseil de guerre à Torgau. Il est acquitté des charges qui pèsent contre lui. En mars 1945, il retrouve un commandement à la tête du 85e corps d'armée. Finalement, il est fait prisonnier en Tchécoslovaquie le 7 mai 1945 et sera prisonnier de guerre américain jusqu'en 1947. Il a été blessé cinq fois durant la Seconde Guerre mondiale.
Après la Seconde Guerre mondiale, il rejoint plus d'un an après sa création la Bundeswehr le 1er juin 1957 au dernier grade détenu au sein de la Wehrmacht et prend le commandement du III ème corps d'armée.  Il prend sa retraite le 31 décembre 1960.

## Promotions
| 4 août 1914 :        | Fahnenjunker                                       |
| 16 juin 1915 :       | Leutnant, effectif le 10 août 1914                 |
|                      | Oberleutnant                                       |
| 1er mai 1930 :       | Rittmeister                                        |
|                      | Major                                              |
| 1er janvier 1939 :   | Oberstleutnant                                     |
| 1er novembre 1941 :  | Oberst                                             |
| 1er septembre 1942 : | Generalmajor                                       |
| 1er octobre 1943 :   | Generalleutnant                                    |
| 1er septembre 1944 : | General der Infanterie, effectif le 1er avril 1944 |
| 1958 :               | Generalleutnant dans la Bundeswehr                 |

## Décorations
- Insigne des blessés (1914)
  - en argent
- Croix de fer (1914)
  - 2e classe
  - 1re classe
- Insigne de combat d'infanterie
- Agrafe de la croix de fer (1939)
  - 2e classe (6 octobre 1939)
  - 1re classe (27 mai 1940)
- Insigne des blessés (1939)
  - en or
- Croix allemande en or le 27 octobre 1941 en tant que Oberstleutnant et commandant du Schützen-Regiment 12[3]
- Croix de chevalier de la croix de fer avec feuilles de chêne et glaives
  - Croix de chevalier le 14 janvier 1942 en tant que oberst et commandant du Schützen-Regiment 12[4]
  - 426e feuilles de chêne le 16 mars 1944 en tant que Generalleutnant et commandant de la 26. Panzer-Division[4]
  - 76e glaives le 4 juillet 1944  en tant que Generalleutnant et commandant de la 26. Panzer-Division[4]
- Mentionné dans la revue Wehrmachtbericht le 9 décembre 1943
- Grand officier de l'ordre du Mérite de la République fédérale d'Allemagne
- Legion of Merit